# Flussostato
Il flussostato è un dispositivo a due stati (aperto o chiuso di un interruttore) utilizzato per il rilevamento di un determinato valore di portata di un fluido.
A differenza del flussimetro, non è in grado di effettuare alcuna misura: il dispositivo ha in effetti un valore di soglia di attivazione, normalmente distanziato dal valore di disattivazione da un'opportuna isteresi, atta a limitare gli effetti indesiderati di commutazione nell'intorno del valore di soglia.
Trova applicazione nei sistemi di controllo, dove a livello progettuale è utile o necessario ottenere un cambiamento di stato per un valore specifico di flusso. Ad esempio, nei sistemi di riscaldamento dove i sensori di temperatura non sono posizionati in prossimità dell'elemento riscaldante, esso previene i danni causati da un'imprevista mancanza di circolazione.
I modelli più comuni sono elettro-meccanici, dove l'elemento meccanico immerso nel fluido aziona un vero e proprio interruttore mediante leverismo. In questi modelli la soglia di intervento può essere modificata variando la lunghezza del braccio di leva o della molla di contrasto. Il difetto fondamentale di questa tecnologia risiede nella relativa complessità del gruppo meccanico, della necessità di un'adeguata tenuta meccanica e dell'inaffidabilità intrinseca dei contatti elettrici a parti mobili.
Per applicazioni più critiche sono disponibili modelli con meccanica semplificata e sensori di posizione allo stato solido, quali semiconduttori ad effetto Hall o fotocellule (più frequentemente composte dalla coppia Led e Fototransistor).